# Haddington (East Lothian)
El Royal Burgh de Haddington (en scots:Haidintoun))en anglès: Haddington, East Lothian, és una població d'East Lothian, Escòcia. És el principal centre administratiu i cultural de l'East Lothian, el qual oficialment va rebre el nom de Haddingtonshire fins a l'any 1921. E trona a 20 milles a l'est d'Edimburg. El nom Haddington és Anglosaxó, i data del segle VI o VII de la nostra era quan aquesta zona es va incorporar al regne de Bernicia.
Actualment Haddington és una vila petita amb menys de 9.000 habitants, però durant l'Alta Edat Mitjana va ser la quarta ciutat d'Escòcia després de les d'Aberdeen, Roxburgh i Edimburg. Va ser molt coneguda pels seus molins.

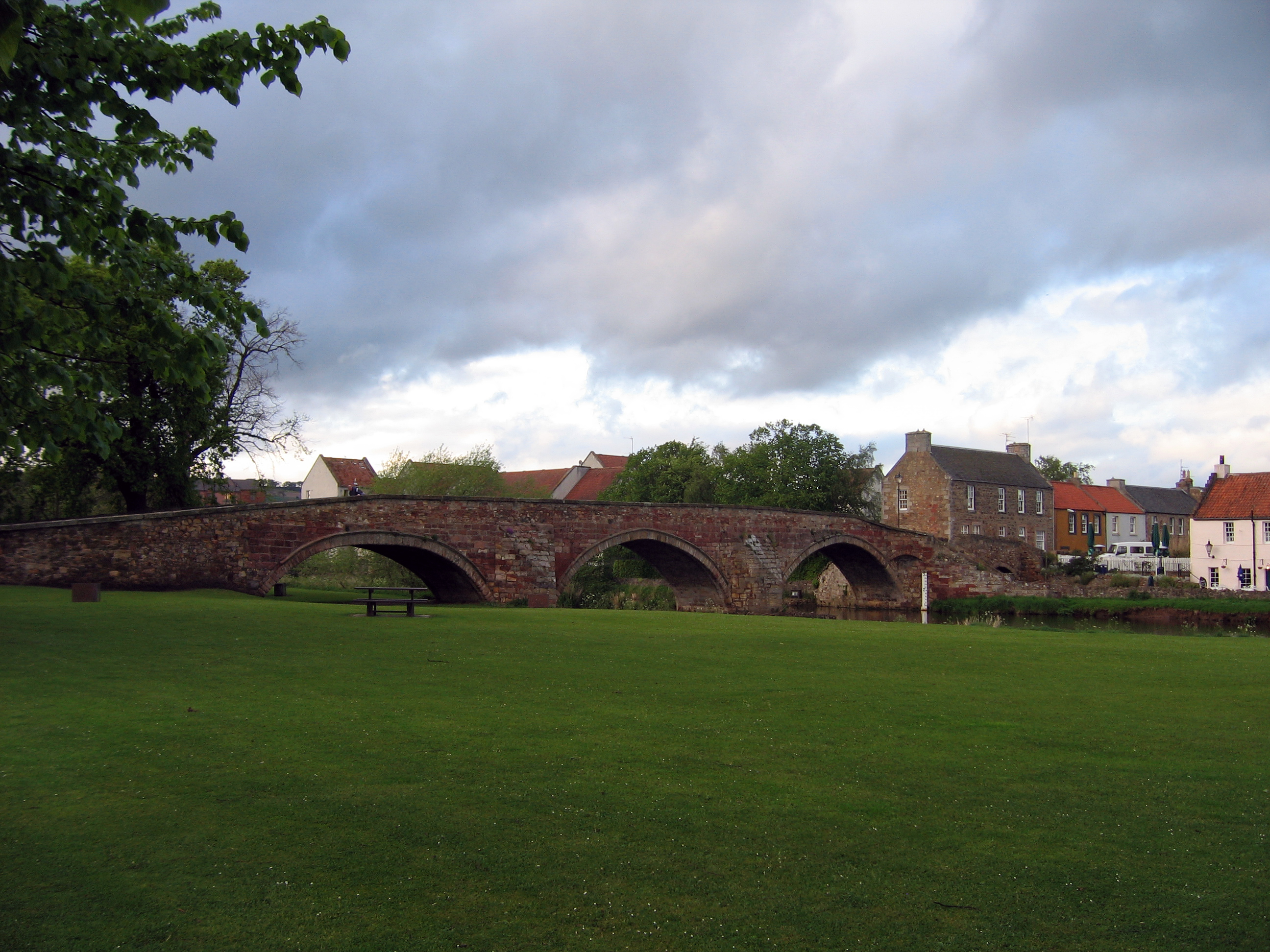
Nungate Bridge, Haddington

El castell Hailes és principalment del segle xiv i va pertàmyera Patrick Hepburn, 1st Lord Hailes. Actualment està obert al públic.